# A néma völgy
A néma völgy (románul: Valea Mută) az HBO Europe 2016-os román televíziós minisorozata. A Marian Crișan rendezte sorozat négy része 2016. október 23-tól mutatkozott be az HBO Románián és az HBO GO-n. A néma völgy alapjául a norvég Szemtanúk című minisorozat szolgált, és egy héttel a szintén a Szemtanúkból adaptált amerikai Eyewitness után debütált. A cselekmény Brassóban és környékén zajlik: két tinédzser, Filip (Theodor Șoptelea) és Horia (Vlad Bălan), szemtanúi lesznek egy többszörös gyilkosságnak, ám attól való félelmükben, hogy kapcsolatukra fény derül, elhallgatják a látottakat a rendőrségtől.
Magyarországon az HBO Magyarország mutatta be 2017. január 8-tól.

## Szereplők
- Theodor Șoptelea mint Filip Zamfir (magyar hangja Timon Barna)
- Vlad Bălan mint Horia Diaconu (magyar hangja Czető Roland)
- Rodica Lazăr mint Elena Zamfir (magyar hangja Németh Kriszta)
- Emilian Oprea mint Robert Dima (magyar hangja Seder Gábor)
- Mihai Călin mint Silviu Zamfir (magyar hangja Fesztbaum Béla)
- Mihaela Trofimov mint Ana-Maria
- Alexandra Fasolă mint Camelia Bădoi
- Corneliu Ulici mint Laurențiu Codrea (magyar hangja Megyeri János)
- Ioan Tiberiu Dobrică mint Aleodor Ceprache
- Ovidiu Niculescu mint Nicu Jartea (magyar hangja Törköly Levente)
- Remus Mărgineanu mint Cristodor Ceprache
- Adrian Păduraru mint Radu Diaconu
- Alina Berzunțeanu mint Liliana Diaconu

## Epizódok
| #  | Rendező       | Író             | Premier                             |
| -- | ------------- | --------------- | ----------------------------------- |
| 1. | Marian Crișan | Christian Barna | 2016. október 23. 2017. január 8.   |
| 2. | Marian Crișan | Christian Barna | 2016. október 30. 2017. január 15.  |
| 3. | Marian Crișan | Christian Barna | 2016. november 6. 2017. január 22.  |
| 4. | Marian Crișan | Christian Barna | 2016. november 13. 2017. január 29. |

## Fordítás
Ez a szócikk részben vagy egészben  a   Valea Mută című román Wikipédia-szócikk ezen változatának fordításán alapul.  Az eredeti cikk szerkesztőit annak laptörténete sorolja fel. Ez a jelzés csupán a megfogalmazás eredetét és a szerzői jogokat jelzi, nem szolgál a cikkben szereplő információk forrásmegjelöléseként.